# Арбузов, Борис Александрович
Бори́с Алекса́ндрович Арбу́зов (22 октября (4 ноября) 1903 — 6 ноября 1991) — советский учёный, химик-органик, доктор химических наук (1936), академик Академии наук СССР (с 1953, член-корреспондент с 1943). Герой Социалистического Труда (1969). Лауреат Ленинской премии (1978) и Сталинской премии второй степени (1951). Сын и ученик русского учёного-химика А. Е. Арбузова (1877—1968).
Депутат Совета Союза Верховного Совета СССР VII—XI созывов от Татарской АССР. В Верховный Совет СССР IX созыва был избран от Советского избирательного округа № 400 Татарской АССР.

## Биография
Родился 22 октября (4 ноября) 1903 года в семье учёного-химика, основателя химии фосфорорганических соединений А. Е. Арбузова.
В 1926 году окончил Казанский институт сельского хозяйства и лесоводства. В 1927—1935 годах работал в Казанском ветеринарном институте и, одновременно, в 1931—1938 годах — в Казанском химико-технологическом институте — организовал и заведовал кафедрой синтетического каучука, с 1935 года — профессор.
В 1938 году был арестован, в феврале 1939 года освобождён за прекращением дела. С 1938 до 1967 года работал в Казанском государственном университете был заведующим кафедрой органической химии; декан химического факультета — в 1940—1950 годах. С 1953 года — академик АН СССР, почётный академик АН Татарстана с момента её образования в 1991 году.
В 1960—1989 годах — директор Научно-исследовательского химического института им. А. М. Бутлерова.
Организатор и директор Казанского Института органической химии АН СССР, а в дальнейшем — Института органической и физической химии им. А.Е. Арбузова Казанского филиала АН СССР (1958—1971).
В 1971—1989 годах — заведующий лабораторией структуры и реакционной способности органических соединений Института органической и физической химии.
Умер 6 ноября 1991 года. Похоронен в Казани на Арском кладбище рядом с отцом и родственниками.

## Научная деятельность
В начале научной деятельности изучал (под руководством А. Е. Арбузова) метод подсочки хвойных деревьев, состав живицы и продукты её переработки — скипидар и канифоль. Работа имела важное практическое значение, позволила по-новому подойти к вопросу технического использования живичного скипидара (премия им. А. М. Бутлерова от Русского физико-химического общества, 1928).
В 1929 году (совместно с А. Е. Арбузова) открыл реакцию образования свободных радикалов триарилметилового ряда из триарилбромметана, провёл исследования в ряду производных пирокислот фосфора, в результате которых получены лекарственный препарат пирофос и пестицид октаметил.
С 1930 года исследовал химические превращения терпенов, механизмы превращений их окисей. Открыл перегруппировку бициклических терпенов в алифатические (в частности, α-пинена в аллоцимен), проводил обширные исследования по химии Δ3-карена. Используя реакцию диенового синтеза, установил строение левопимаровой кислоты (1940).
С 1945 года продолжил работы в области диенового синтеза. Открыл (совместно с А.Н. Пудовиком) реакцию присоединения кислых эфиров кислот фосфора к непредельным соединениям, реакцию циклоприсоединения тригалогенидов фосфора к диенам (совместно с А.О. Визелем). Результатом систематических поисков неантихолинэстеразных фосфорорганических лекарственных средств стал препарат димефосфон, внедрённый в медицинскую практику. Разработал (совместно с О.А. Ерастовым) методы синтеза и исследовал структуру и свойства новых типов фосфорных гетероциклов с несколькими гетероатомами.
Внёс фундаментальный вклад в теорию строения, исследовал структуры различных классов органических и элементорганических соединений. Работы Арбузова по определению электронной и пространственной структур гетероциклических молекул отмечены премией им. Д. И. Менделеева (1949).
Б. А. Арбузов является автором более 1500 печатных трудов и имеет около 100 авторских свидетельств.

## Память
- На здании Научно-исследовательского химического института им. А. М. Бутлерова установлена мемориальная доска;
- В 1993 году на здании ИОФХ им. А. Е. Арбузова установлена мемориальная доска;
- В 1997 году учреждена Международная Арбузовская премия в память об А. Е. и Б. А. Арбузовых, присуждаемая один раз в два года за научные открытия и изобретения в области фосфорорганической химии;
- Мемориальный музей академика А. Е. Арбузова, созданный в Казани в 1971 году, в 2001 году он был переименован в Дом-музей академиков А. Е. и Б. А. Арбузовых, в котором воссоздан рабочий кабинет Бориса Арбузова.

## Награды и премии
- Герой Социалистического Труда (13 марта 1969)
- 5 орденов Ленина (19 сентября 1953; 2 ноября 1963; 13 марта 1969; 2 ноября 1973; 3 ноября 1983)
- орден Октябрьской Революции (17 сентября 1975)
- Орден Трудового Красного знамени (4 ноября 1944) — за выдающиеся заслуги в деле подготовки специалистов для народного хозяйства и культурного строительства
- Ордео Трудового Красного Знамени (10 июня 1945)
- орден Дружбы народов (29 ноября 1979)
- медали
- Ленинская премия (1978)
- Сталинская премия II степени (1951)
- Премия имени А. М. Бутлерова (1929)
- Премия им. Д.И. Менделеева (1949)
- Член химического общества Франции, почетный доктор университета в г. Гданьске (Польша), почётный гражданин города Лодзи (Польша)
- Награждён серебряной медалью Парижа в связи с 300-летием открытия фосфора (1969)
- Почётный гражданин города Казани (1987)

## Публикации
- Изучение состава живицы из Pinus silvestris // ЖРФХО. Ч .хим., 1927, т. 59, вып. 3-4, с. 247-264.
- О строении хлорангидрида Бойда // ЖРФХО. Ч. хим., 1929, т. 61, с. 217-253. Совм. с Арбузовым А.Е.
- Исследования в области изомерных превращений бициклических терпеновых углеводородов и их окисей, Казань, 1936. (Докторская диссертация).
- О некоторых продуктах диенового синтеза с пипериленом и гексадиеном // Тр. КХТИ, 1938, т. 7, с. 39-56. Совм. с Зиновьевой З., Финк И.
- О строении левопимаровой кислоты // Докл. АН СССР, 1941, т. 30, № 8, с. 718-720.
- Парахоры и структура эфиров фосфорной, фосфористой и фосфиновых кислот // Докл. АН СССР, 1946, т. 54, № 9, с. 795-798. Совм. с Виноградовой В.С.
- Исследование бициклических терпенов и их окисей методом протонного магнитного резонанса // Докл АН СССР, 1961, т. 137, № 3,с. 589-592. Совм. с Исаевой З.Г., Самитовым Ю.Ю.
- Значение физических методов исследования для изучения органических веществ // ЖВХО им. Менделеева, 1962, т. 7,  № 4, с. 447-456.
- B.A.Arbuzov, Yu.Yu.Samtov / Conformation and anizotropy of chemical bonds in cyclic ethers investigated by N.M.R. spectroscopy // Tetrahedron Lett., 1963, № 8, р. 473-476.
- B.A.Arbuzov / Michaelis-Arbuzov – und Perkow- Reaktionen // Pure Appl. Chem., 1964, vol. 9, No 2, p. 307-335.
- B.A.Arbuzov / Die Entwicklung der Chemie phosphororganischer Verbindungen in Kazan // Wiss.Z. Martin-Luter Univ. Halle-Wittenb. 1975, Bd. 24, H1973,№ 2, с. 31, с. 2345-2348.
- B.A.Arbuzov, A.V.Fuzhenkova, N.I.Tirishkin, S.A.Terentyeva / The reaction of hydrophosphoranes with cyclopentadienones // Phosphorus, Sulfur and Silikon, 1990, v. 51-52, p. 330.
- B.A.Arbuzov / Our Path in Science. Reviews on // Heteroatom chemistry, 1991, v. 5, p. 1-22.